# Amt Jagstberg
Das Amt Jagstberg war ein Amt des Hochstifts Würzburg.

## Funktion
In der Frühen Neuzeit waren Ämter eine Ebene zwischen den Gemeinden und der Landesherrschaft. Die Funktionen von Verwaltung und Rechtsprechung waren hier nicht getrennt. Dem Amt stand ein Amtmann vor, der von der Landesherrschaft eingesetzt wurde. Das Amt Jagstberg war gleichzeitig Zentamt, also Hochgerichtsbezirk.

## Geschichte
Kern der Machtausübung im Gebiet war die Burg Jagstberg. Nach Würzburger Darstellung waren Burg und Stadt eine Gründung des Templerordens und fielen im Rahmen der Auflösung des Ordens 1310 an Würzburg. Die Burg wurde aber von den Herren von Jagstberg erbaut, die nach Ausweis des Wappens mit den Herren von Langenburg stammverwandt waren. 1275 trug Albert von Ebersberg die Burg dem Bischof von Würzburg zu Lehen auf, der mit einem Teil die Herren von Hohenlohe-Brauneck belehnte. In den folgenden Jahrhunderten erfolgten mehrfach Verpfändungen und Einlösungen; am Ende war das Amt unstrittig würzburgisch.
Daneben verwaltete das Amt Jagstberg das würzburgische Viertel an der Ganerbschaft Künzelsau. Am 9. September 1499 erwarb Bischof Lorenz von Bibra den Anteil von Killian von Stetten an der Stadt. 1531 erwarb Würzburg einen weiteren Teil des von Stettenschen Anteils. Nun gab es mit Würzburg, Mainz, Hohenlohe und von Stetten nur noch vier Ganerben.
Die Statistik des Hochstiftes Würzburg von 1699 nennt 329 Untertanen in 1 Stadt und 8 Dörfern. Als jährliche Einnahmen des Hochstiftes aus dem Amt (incl. Künzelsau) wurden abgeführt: Schatzung: 54 Reichstaler und Rauchpfund: 326 Pfund.
Der Reichsdeputationshauptschluss übertrug das Amt 1803 an Hohenlohe-Jagstberg. Diese neue Linie des Hauses Hohenlohe, war durch eine Erbteilung entstanden: Ludwig Aloys von Hohenlohe-Waldenburg-Bartenstein erhielt die Besitzungen um Bartenstein und sein jüngerer Bruder Karl Joseph zu Hohenlohe-Bartenstein-Jagstberg die Herrschaft Oberbronn im Elsass. Das Amt Jagstberg war Teil des Ausgleiches für die von Frankreich annektierte Herrschaft Oberbronn.
1806 kam das Amt zum Königreich Württemberg und dort zum Oberamt Nitzenhausen.

## Umfang
Am Ende des HRR umfasste das Amt die Stadt Jagstberg, dem ganerbschaftlichen Anteil des Hochstifts an der Stadt Künzelsau sowie den Dörfern Americhshausen, Hohenroth, Mulfingen, Ochsenthal, Seitelklingen, Simprechtshausen und Zeißenhausen.

## Cent
Zur Cent gehörten die Amtsorte außer Mulfingen und Zeißenhausen. Daneben gehörten 1699 zur Cent (im Klammern die Landeshoheit): Ailringen (Deutscher Orden), Alkertshausen (Würzburg, Hohenlohe, Rothenburg), Adolzhausen, Berndshausen, Berndshofen, Büttelbronn, Deibhof, Dürsel (Würzburg), Eisen(huts)rod, Gerolzhausen, Hohebach (Hohenlohe), Hohenlohe (Brandenburg), Heimhausen, Heßlach(shof), Holderbach, Stielings (Hohenlohe), Holzhausen, Holzleiten (Hohenlohe), Karlozhausen, Linenberg, Monbrunn, Neugereuth, Niederndorf, Obereschbach, Ohrenbach, Rauenthal, Rockelshausen, Seidelbrunnen, Spelt, Teichelbrunn, Weldingsfelden, Westernholz, Windischhohenbach, Zwernberg.
Am Ende der HRR wurden neben den Amtsorten als Centorte genannt: Altershausen, Adolzhausen, Bereshofen, Berndshausen, Braunsbach, Büttelbronn, Daibhof, Dornberg, Dürzel, Eisenrod, Epelt, Geroldshausen, Heimhausen, Hetzlach, Hollenbach, Holzhausen, Holzleiden, Linnenberg, Mannbrunn, Matsingen, Meisberg, Neuenthal, Neugereuth, Oberaschach, Ohrenbach, Raroldshausen, Riederndorf, Rockelshausen, Seidel- oder Malberbrunn, Seyling, Simmertshausen, Teilgelbrunn, Weldingsfelden, Weserholz, Windischhohenbach, Zweerenberg und Zaisenhausen.
Das Zentgericht wurde in privatrechtlichen Angelegenheiten auf dem Rathaus und in Strafsachen unter freiem Himmel bei den Linden vor dem Jagstberger Tor Richtung Mulfingen gehalten.

## Amtshaus

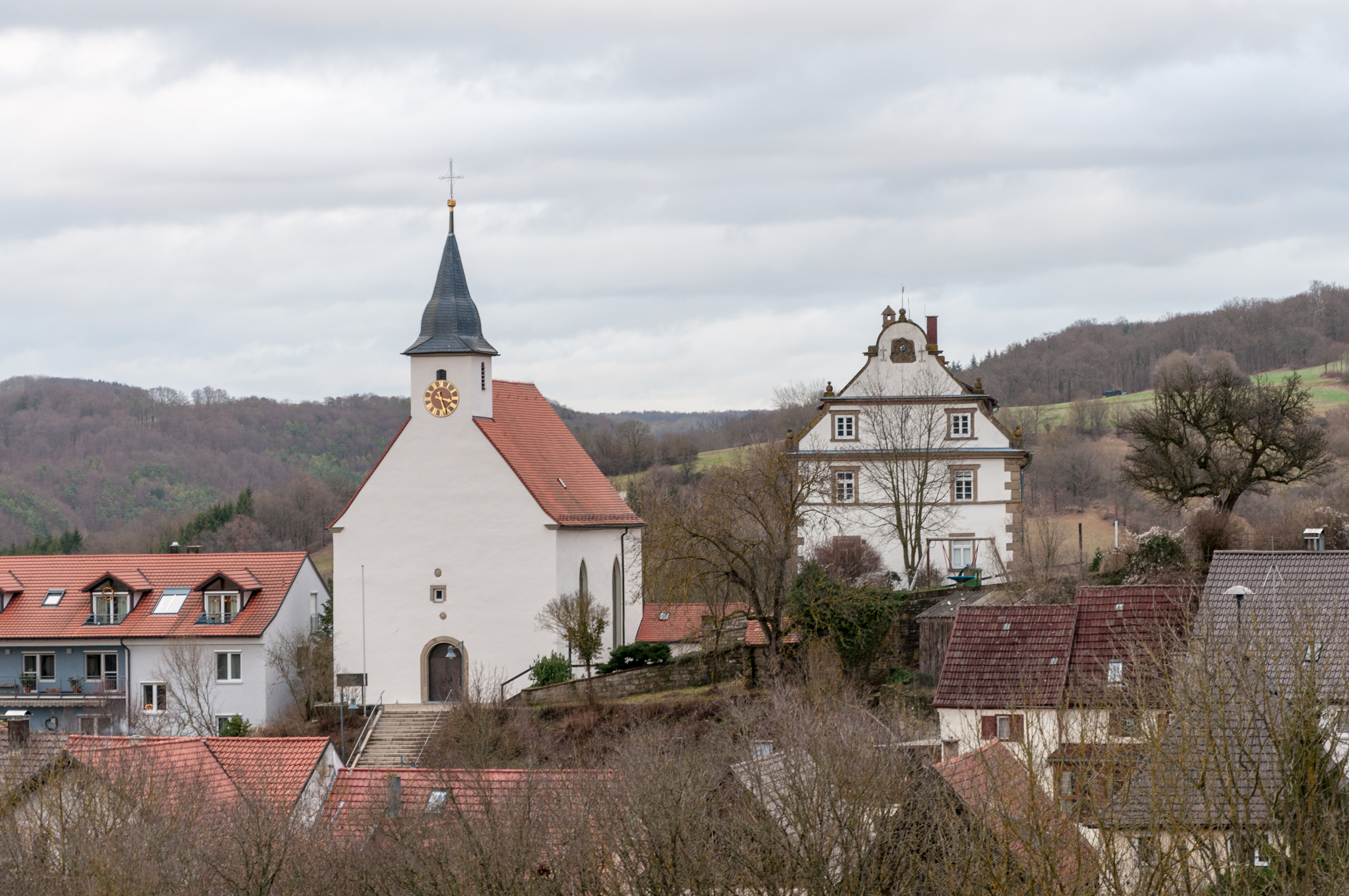
Amtshaus (rechts neben der Kirche)

Das 1614 unter Bischof Julius Echter erbaute Amtshaus dient seit 1781 als Pfarrhaus.